# Mohammed Ajnane
Mohammed Ajnane (Alkmaar, 9 mei 1990) is een Nederlands professioneel voetballer, die bij voorkeur als middenvelder uitkomt. 

## Clubcarrière
Ajnane maakte zijn debuut in het betaalde voetbal op 28 augustus 2009 in de wedstrijd tegen FC Zwolle. In 2015 verruilde hij FC Chabab voor Telstar. In 2021 ging hij op de Maldiven spelen bij Super United Sports.

### Clubstatistieken
| Seizoen                                  | Club         | Competitie     | Competitie | Competitie | Beker | Beker | Internationaal | Internationaal | Play-offs | Play-offs | Totaal | Totaal |
| Seizoen                                  | Club         | Competitie     | Wed.       | Dlp.       | Wed.  | Dlp.  | Wed.           | Dlp.           | Wed.      | Dlp.      | Wed.   | Dlp.   |
| ---------------------------------------- | ------------ | -------------- | ---------- | ---------- | ----- | ----- | -------------- | -------------- | --------- | --------- | ------ | ------ |
| 2009/10                                  | FC Volendam  | Jupiler League | 15         | 1          | 0     | 0     | —              | —              | —         | —         | 15     | 1      |
| 2010/11                                  | FC Volendam  | Jupiler League | 11         | 1          | 1     | 0     | —              | —              | 3         | 0         | 15     | 1      |
| 2011/12                                  | FC Volendam  | Jupiler League | 1          | 0          | 0     | 0     | —              | —              | —         | —         | 1      | 0      |
| 2011/12                                  | FC Eindhoven | Jupiler League | 4          | 0          | 0     | 0     | —              | —              | 0         | 0         | 4      | 0      |
| 2012/13 t/m 2014/15 spelend bij amateurs |              |                |            |            |       |       |                |                |           |           |        |        |
| 2015/16                                  | Telstar      | Jupiler League | 4          | 2          | 0     | 0     | —              | —              | 0         | 0         | 4      | 2      |
| Totaal                                   | Totaal       | Totaal         | 35         | 4          | 1     | 0     | 0              | 0              | 3         | 0         | 39     | 4      |

Bijgewerkt op 27 augustus 2015.